# エウゲニウス2世 (ローマ教皇)
エウゲニウス2世（Eugenius II, ? - 827年8月27日）は、第99代ローマ教皇（在位：824年6月6日 - 827年8月27日）。

## 生涯
出自は不明で、教皇就任前は首席司祭の地位にまで上り詰めている。824年2月11日に先代のパスカリス1世が死去すると、ローマの民衆は暴動を起こした。バスカリス1世は親フランク王国外交を展開していたが、ローマの民衆はフランク王国の支配を快く思っていなかったからである。このため、民衆に推戴される形で4か月後の6月に教皇に選出されたのが、このエウゲニウス2世であった。
エウゲニウスはルートヴィヒ1世と親密な関係を保ちながらも、彼が聖像破壊運動を行なおうとした際には強硬に反対した。
827年8月、在位3年2か月で死去した。